# Maurice Grevisse
Maurice Grevisse (Rulles, Habay, Província de Luxemburg, 7 d'octubre de 1895 – La Louvière, Hainaut, 4 de juliol de 1980) fou un gramàtic belga.

## Vida i obra
Grevisse va decidir de jove ser mestre i no ferrer, com era la tradició familiar. Va estudiar a l'Escola Normal de Carlsbourg, i es va graduar com a professor el 1915. Després va assistir a l'Escola Normal de Malonne (Namur) on va rebre el diploma com a professor de secundària de literatura. Va ser professor a l'escola de l'exèrcit (École des Pupilles) a Marneffe. En aquesta època va aprendre tot sol grec i llatí i, mentre continuava ensenyant, va estudiar filologia clàssica a la Universitat de Lieja. Es va doctorar en filologia clàssica el 1925 amb una tesi sobre Horaci. El 1927 va esdevenir professor a l'École Royale des Cadets a Namur i després a la de Laeken fins a la seva jubilació el 1957.
Fent de professor es va adonar que les gramàtiques existents no responien a les necessitats de l'ensenyament. Va aplegar les seves notes en el manuscrit de Le Bon Usage. El manuscrit va ser refusat per diverses editorials fins que va ser acceptat per una petita editorial de Gembloux (Duculot) i es va publicar el 1936. Des d'aleshores se n'han fet nombroses edicions (16, el 2017) i ha rebut elogis.
El 1971 Grevisse va ser nomenat membre de la Légion d'Honneur i des de 1967 i fins a la seva mort fou membre del Conseil international de la langue française.
A Rulles hi té dedicat un carrer.

## Publicacions

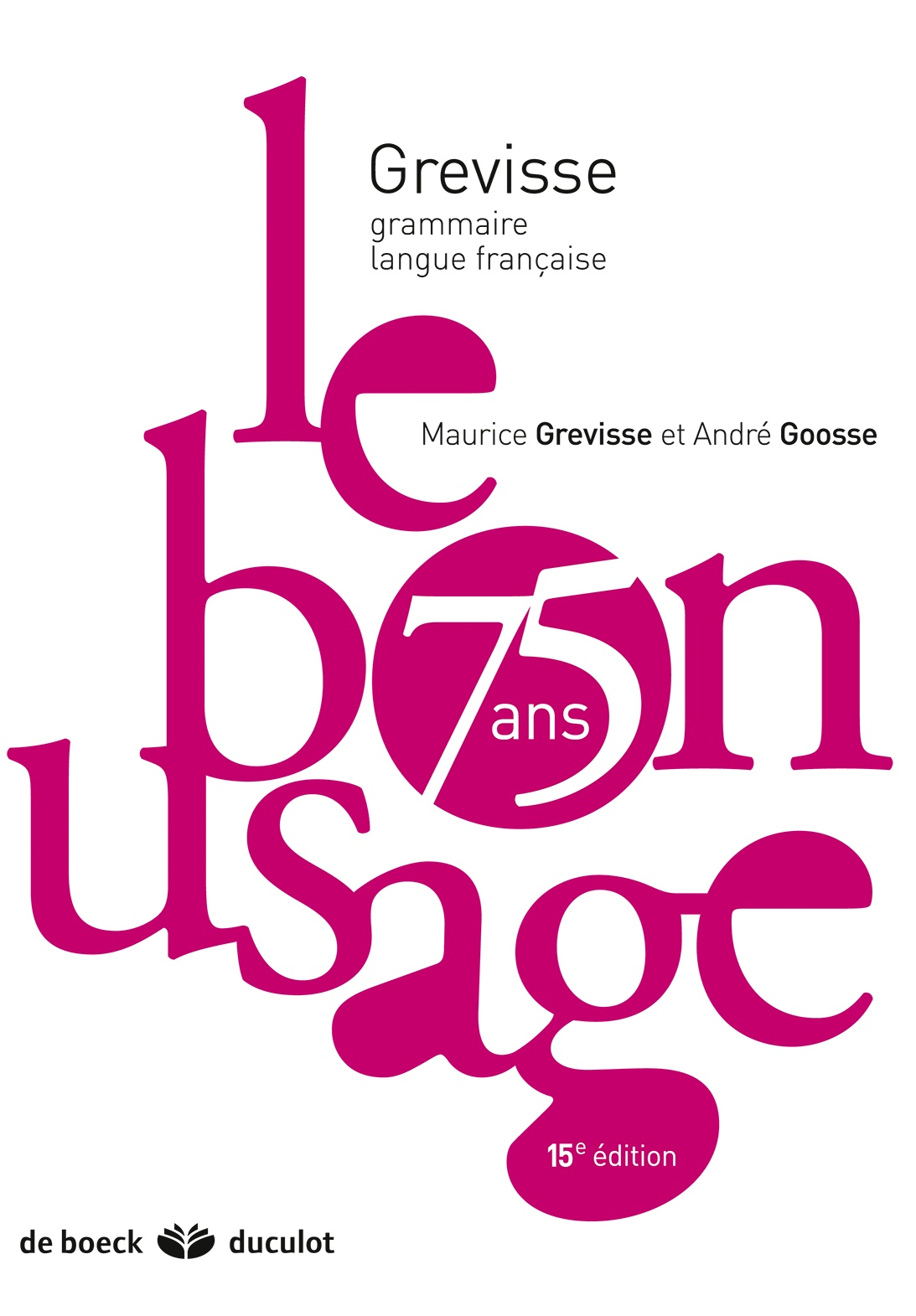
Portada de la 16a edició de Le bon usage

- Le Bon Usage, Gembloux 1936 (2a ed. 1939; 3a ed. 1946; 4a ed. 1949; 5a ed. 1953; 6a ed. 1955; 7a ed. 1961; 8a ed. 1964; 9a ed. 1969; 10a ed. 1975; 11a ed. 1980 (darrera en vida de Grevisse); 12a ed. 1986, a partir d'aquesta, reelaborades per André Goosse; 13a ed. 1993, 14a ed. 2007, 15a ed. 2011 i 16a ed. 2016)
- Précis de grammaire française, Gembloux 1939 (32a ed. amb el títol Le petit Grevisse. Grammaire française, Brussel·les 2009)
- Problèmes de langage [recull d'articles sobre problemes de llengua publicats al diari La Libre Belgique], 5 vol., Gembloux/Paris 1961–1970
- Le Français correct (1973)
- Savoir accorder le participe passé (1975)
- Quelle préposition ? (1977)
- La force de l'orthographe. 300 dictées progressives commentées, Paris/Louvain-la-Neuve 1989, 1996